# 大嵩所城
29°42′36.824″N 121°46′53.49″E / 29.71022889°N 121.7815250°E
大嵩所城是明朝设置的千户所，位于今浙江省宁波市鄞州区瞻岐镇西城和东城村，为防御倭寇侵袭而建，周围有烽燧等军事建筑构成一整套防御体系。现存的大嵩城墙和周边的5处烽火台于2017年1月被列入浙江省文物保护单位。

## 格局

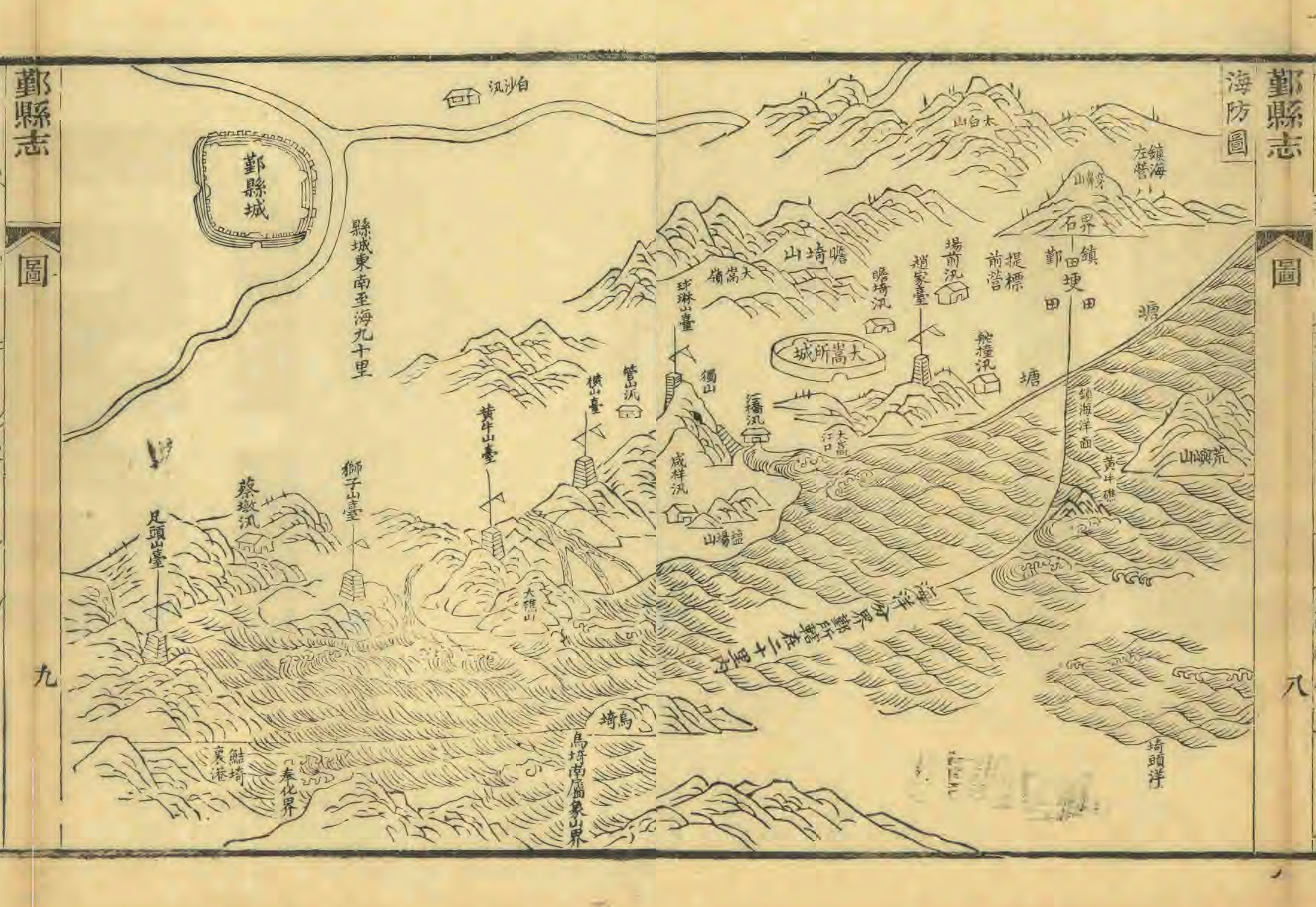
清光绪三年（1877）《鄞县志》海防图，示大嵩所城及周边的山水、营汛、烽火台

大嵩城最初为巡检司，由信国公汤和建于洪武二十年（1387年），此后升格为千户所，明初驻军1120人，武官17人。所城位于当时宁波府治以东90里，向东象山港，南侧为大嵩江，西、北为凤凰山。城墙周长740丈，有雉堞770余个，敌楼20座，警铺25座。城墙设有东、西、北三座城门。居民位于凤凰山南侧，南门设有护城河和吊桥。所城周边设有6处烽堠，用于警戒敌情。护城河与大嵩江相连，在形成防御体系的同时也形成了水上交通的通道:8。

## 遗迹
被列入浙江省文物保护单位的大嵩所城遗址包括大嵩城墙和周边的合岙烽火台、炮台岗烽火台、横山烽火台、黄牛岭烽火台、火爬岭烽火台，分布于瞻岐、咸祥两镇。

### 城墙

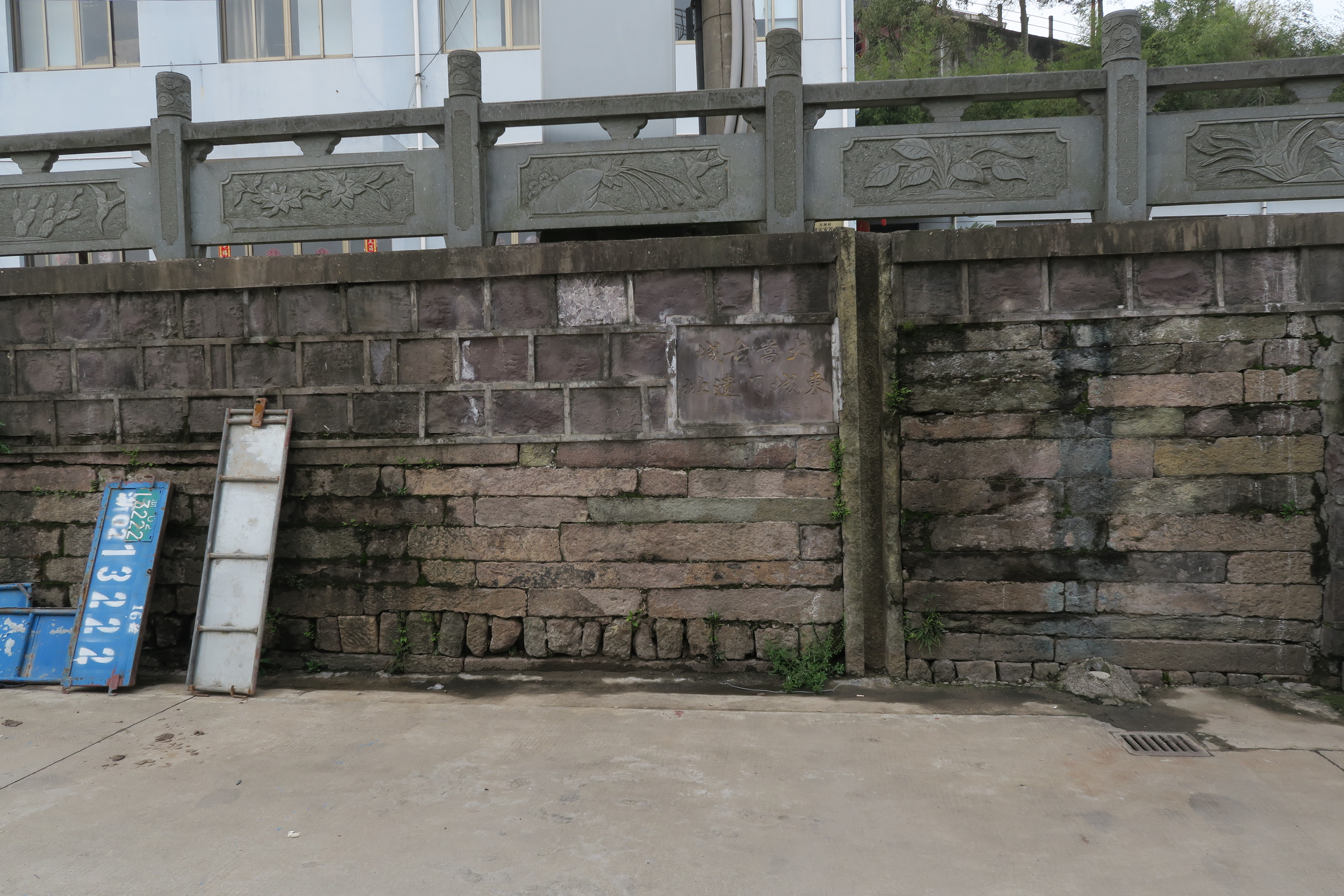
东城门瓮城遗址

现存的大嵩所城城墙位于瞻岐镇西城和东城村，主要位于西城村。城墙中部夯土，外包粗石，环筑于凤凰山脚。城墙历经自然毁损和人为破坏，尤其是1956年大部拆毁以后，目前仅西侧北段和北城墙较为完整。现存残墙高约7米，厚5米，依山而建，顶部多已坍塌。
东城门瓮城遗迹尚存，位于东城村村委会前，仅存石砌北壁和条形石槽。石槽宽0.3米，高2.2米，深0.15米，左侧残存遗迹长7.2米，高1.7米，右侧残存长1.98米，高1.7米，经考证为瓮城闸门的组成部分:455。
所城护城河尚存，起自西城村北门路17号，至下浦小区87号接大嵩江，至街南小区203号折向北，此后河道已损毁:456。

### 烽火台
合岙烽火台位于瞻岐镇合一村的海头山顶，东靠洋嵩涂，西北靠山，海拔54.9米，建于明代。烽火台为方形，现存高度1.8至2.5米，边长13.4米至15米，保存基本完整:38。
炮台岗烽火台位于瞻岐镇东二村的炮台山顶，面朝东南的象山港，建于明代，抗日战争期间曾被日军使用。烽火台为方形，现存高度3.36米，边长7.5米，墙基局部坍塌，地面有砖瓦，疑为营垒建筑遗迹:39。
横山烽火台位于咸祥镇横山村的横山顶，面朝东南的象山港，建于明代，20世纪50年代曾由中国人民解放军改建为瞭望台。烽火台为方形，现存高度3米，底边长8.5米，台面边长8米，西侧设有20世纪50年代修建的台阶，附近有解放军修建的营房:40。
黄牛岭烽火台位于咸祥镇咸六村，面朝东南的象山港，建于明代。烽火台为正方形，乱石砌筑，现存高度3.4米，底边长8.3米，台面边长7.3米，四周有掩体，保存基本完整:41。
火爬岭烽火台位于咸祥镇芦浦自然村，推测建于明代。烽火台正方形，高3.25米，底面长8.7米，宽8.5米，为乱石砌筑，四角底部使用了含有孔洞的条石。疑为古墓材料:42。